# Cyligramma amblyops
Cyligramma amblyops là một loài bướm đêm thuộc họ Noctuidae. This species of moth is commonly được tìm thấy ở Gold Coast region of Western Africa, now part of Ghana.